# Потрійне представництво
Потрійне представництво або концепція «трьох представництв» (кит. трад. 三個代表, спр. 三个代表, піньїнь: sān gè dàibiǎo, акад. сань гэ дайбяо сань ге дайбяо) — ідея, сформульована на XVI з'їзді КПК (листопад 2002) в доповіді Цзян Цземіня.
КПК, згідно з новою концепцією, має представляти інтереси розвитку передових продуктивних сил, передової китайської культури, корінні інтереси найширших верств китайського населення. Таким чином, навіть на ідеологічному рівні Компартія Китаю з партії, що виражає інтереси трудового населення, стала партією, яка представляє інтереси «широких верств» трудового населення. Ця концепція відкрила шлях для вступу до Компартії представників і середньої, і великої буржуазії.
Вперше концепція "трьох представництв" оприлюднена 25 лютого 2000 у виступі Цзян Цземіня під час інспекційної поїздки до провінції Гуандун. Подальший розвиток набула у його доповіді з нагоди 80-річчя КПК 1 липня 2001. Близька за змістом ідея про переростання держави диктатури пролетаріату до загальнонародної держави була сформульована у Програмі КПРС 1961.